# 桑格雷克里斯托牧場
桑格雷克里斯托牧場（英語：Sangre de Cristo Ranches）是位於美國科羅拉多州科斯蒂亞縣的一個非建制地區。此地為私人農村社區，坐落於該州南部桑格雷克里斯托山脈中心地帶。

## 地理
桑格雷克里斯托牧場的座標為37°23′21″N 105°20′10″W / 37.38917°N 105.33611°W，而該地的平均海拔高度為2286米（即7500英尺）。